# Волчков Сергій Савич
Сергій Савич Волчков (рос. Сергей Саввич Волчков, 1707—1773) — російський перекладач, друкар та словникар.
Був відомий як один з перших перекладачів Бальтасара Грасіана і Мішеля де Монтеня на російську мову. З 1736 року був членом Російської академії наук.
За час своєї діяльності Волчков переклав понад 20 книг, головним чином з німецької та французької мов.